# Ioannis Kasoulides
Ioannis Kasoulides (pronunțat Kasulidis; n. 10 august 1948, Nicosia, Imperiul Britanic) este un om politic cipriot, membru al Parlamentului European în perioada 2004-2009 din partea Ciprului.